# 安妮特·莫翰德魯
安妮特·莫翰德魯（英語：Annett Mahendru，全名為：Anita Devi Mahendru，1989年8月21日—）是一名俄羅斯及印度裔女演員。莫翰德魯最為人所熟悉的角色是在美國FX電視台連續劇《美国谍梦》中扮演的俄羅斯女間諜Nina角色。
莫翰德魯出生於阿富汗首都喀布尔。她父親是一名印度記者及教授，而母親是一名俄羅斯商人及藝術家。莫翰德魯早年曾在阿富汗、俄羅斯及歐洲居住，並學會了德語、俄語、英語、波斯語、法語及印地語。她父母在她13歲時離婚。莫翰德魯在美國紐約就讀中學並在聖若望大學完成英語學士學位。她在成為演員前志願成為一名外交官，在聯合國工作，但在就讀紐約大學的國際事務碩士課程時決定放棄學業。之後，她在洛杉磯學習表演。

## 外部連結
- 安妮特·莫翰德魯在互联网电影资料库（IMDb）上的資料（英文）
- 官方Facebook
- 官方Twitter （页面存档备份，存于）